# Drugeac
Drugeac é uma comuna francesa na região administrativa de Auvérnia-Ródano-Alpes, no departamento de Cantal. Estende-se por uma área de 18,12 km². Em 2010 a comuna tinha 354 habitantes (densidade: 19,5 hab./km²).